# Е Пэн
Е Пэн (1897 — 1947; кит. упр. 葉蓬, пиньинь Yè Péng) — генерал-лейтенант Китайской республики, затем ставший ключевой фигурой при режиме Ван Цзинвэя.

## Биография
В 1917 году поступил в Военную академию Баодина и в 1919 году окончил артиллерийский факультет. В 1930-х годах служил в рядах Национальной революционной армии, занимая различные должности. В 1939 году присоединился к Ван Цзинвэю и его фракции, выступающей за мир с Японией, и был назначен в центральный комитет Гоминьдана при Реорганизованном национальном правительстве Китая. Потом стал руководителем учебного центра в Шанхае и были членом Центральной военной комиссии.
В 1941 году был назначен командующим 29-й армией. В июне 1942 года сменил Ян Куйи на посту начальника Генерального штаба. В апреле 1943 года стал главой министерства военных дел. В 1945 году стал губернатором провинции Хубэй. После поражения Японии в августе того же года вновь недолго служил под командованием Чан Кайши в 7-й армии. Однако, 18 сентября 1947 года он был казнён в Нанкине как «ханьцзянь».